# Nhôm
Nhôm là một nguyên tố hóa học có ký hiệu Al và số nguyên tử 13. Nhôm có khối lượng riêng thấp hơn các kim loại thông thường khác, khoảng một phần ba so với thép. Nhôm có ái lực cao với oxy, từ đó tạo thành một lớp oxide bảo vệ trên bề mặt khi tiếp xúc với không khí. Nhôm có màu giống bạc và có khả năng phản xạ ánh sáng rất tốt. Nhôm là kim loại mềm, dẻo và không có từ tính. Nhôm có một đồng vị ổn định là 27
Al. Vì đồng vị này rất phổ biến nên nhôm là nguyên tố phổ biến thứ 12 trong vũ trụ. Tính phóng xạ của đồng vị kém bền 26
Al khiến nó được sử dụng trong phương pháp xác định niên đại bằng đồng vị phóng xạ.
Về hóa học, nhôm là kim loại hậu chuyển tiếp trong nhóm bor; như thường thấy trong nhóm, nhôm chủ yếu tạo hợp chất ở trạng thái oxy hóa +3. Cation nhôm Al3+ nhỏ và có điện tích lớn; do đó, tính phân cực của nhôm lớn hơn và các liên kết do nhôm tạo thành có tính chất cộng hóa trị nhiều hơn. Ái lực mạnh của nhôm đối với oxy dẫn đến sự phổ biến của các oxide nhôm trong tự nhiên. Nhôm được tìm thấy chủ yếu ở đá trong lớp vỏ Trái Đất, nơi nó là nguyên tố phổ biến thứ ba chỉ sau oxy và silic, thay vì lớp phủ, và gần như không bao giờ xuất hiện dưới dạng kim loại tự do. Nhôm được sản xuất trong công nghiệp bằng cách khai thác bô xít, một loại đá trầm tích giàu nhôm.
Nhôm được phát hiện vào năm 1825 bởi nhà vật lý người Đan Mạch Hans Christian Ørsted. Nhà hóa học người Pháp Henri Étienne Sainte-Claire Deville là người khởi xướng quá trình sản xuất nhôm công nghiệp đầu tiên vào năm 1856. Nhôm trở nên dễ tiếp cận hơn với công chúng nhờ quy trình Hall–Héroult do kỹ sư người Pháp Paul Héroult và kỹ sư người Mỹ Charles Martin Hall phát triển vào năm 1886. Việc sản xuất nhôm hàng loạt giúp kim loại này được ứng dụng rộng rãi trong công nghiệp và đời sống hằng ngày. Trong Chiến tranh thế giới thứ nhất và thứ hai, nhôm là nguồn tài nguyên chiến lược quan trọng cho ngành hàng không. Vào năm 1954, nhôm vượt đồng để trở thành kim loại màu được sản xuất nhiều nhất. Vào thế kỷ 21, phần lớn nhôm tại Hoa Kỳ, Tây Âu và Nhật Bản được tiêu thụ trong ngành vận tải, kỹ thuật, xây dựng và đóng gói.
Mặc dù phổ biến trong môi trường và được thực vật và động vật dung nạp tốt, nhưng các muối nhôm không được chuyển hóa bởi bất kỳ sinh vật sống nào đã biết. Do sự phong phú của các loại muối nhôm, tiềm năng về vai trò sinh học của chúng đang là chủ đề được quan tâm và nghiên cứu.

## Tính chất vật lý
Kim loại nhôm có bề ngoài từ trắng bạc đến xám xỉn tùy thuộc vào độ nhám bề mặt. Gương nhôm phản xạ tốt các ánh sáng trong phạm vi cực tím, khả kiến (gần bằng bạc) và hồng ngoại xa. Nhôm cũng phản xạ tốt bức xạ Mặt Trời, mặc dù việc tiếp xúc lâu dài với ánh nắng mặt trời trong không khí có thể làm giảm khả năng phản xạ của kim loại.
Khối lượng riêng của nhôm là 2,70 g/cm3, khoảng một phần ba so với thép và thấp hơn đáng kể so với các kim loại thường gặp khác, từ đó có thể phân biệt các bộ phận bằng nhôm nhờ độ nhẹ của chúng. Khối lượng riêng thấp của nhôm so với phần lớn các kim loại khác xuất phát từ hạt nhân nhẹ hơn của nhôm, trong khi sự khác biệt về kích thước ô đơn vị không bù đắp được sự khác biệt này. Chỉ các kim loại thuộc nhóm 1 và 2 nhẹ hơn nhôm; các kim loại trong nhóm này, ngoại trừ beryli và magnesi, đều quá dễ phản ứng để sử dụng trong kết cấu (còn beryli rất độc hại).  Nhôm không bền hoặc cứng như thép, nhưng khối lượng riêng thấp cho phép nhôm được sử dụng trong ngành hàng không vũ trụ và những ứng dụng khác yêu cầu trọng lượng nhẹ và độ bền tương đối cao.
Nhôm nguyên chất khá mềm và không bền. Trong hầu hết các ứng dụng, nhiều hợp kim nhôm khác được sử dụng thay thế vì độ bền và độ cứng cao hơn. Độ bền dẻo của nhôm tinh khiết là 7–11 MPa, trong khi hợp kim nhôm có độ bền dẻo từ 200 MPa đến 600 MPa. Nhôm có tính dẻo, với độ giãn dài là 50-70%, và dễ uốn, cho phép việc kéo và ép đùn nhôm. Nhôm cũng có thể được gia công và đúc một cách dễ dàng.
Nhôm là chất dẫn nhiệt và dẫn điện rất tốt, có độ dẫn điện và nhiệt bằng khoảng 60% so với đồng, trong khi khối lượng riêng chỉ bằng 30% so với đồng. Nhôm có khả năng siêu dẫn, với nhiệt độ siêu dẫn tới hạn là 1,2 kelvin và từ trường tới hạn khoảng 100 gauss (10 millitesla). Nó có tính thuận từ và do đó về cơ bản không bị ảnh hưởng bởi từ trường tĩnh. Tuy nhiên, độ dẫn điện cao khiến nhôm chịu nhiều ảnh hưởng bởi từ trường xen kẽ thông qua cảm ứng từ dòng điện xoáy.

### Vỏ electron
Một nguyên tử nhôm có 13 electron, sắp xếp theo cấu hình electron [Ne]3s2 3p1, với ba electron nằm ngoài cấu hình khí hiếm ổn định. Tổng của ba năng lượng ion hóa đầu tiên của nhôm thấp hơn nhiều so với năng lượng ion hóa thứ tư. Cấu hình electron như trên là điểm chung của các nguyên tố trong cùng nhóm với nhôm như bor, gali, indi và thali; điều tương tự cũng có thể đúng với nihoni. Nguyên tử nhôm có thể nhường 3 electron ngoài cùng trong nhiều phản ứng hóa học (xem bên dưới). Độ âm điện của nhôm là 1,61 (thang Pauling).

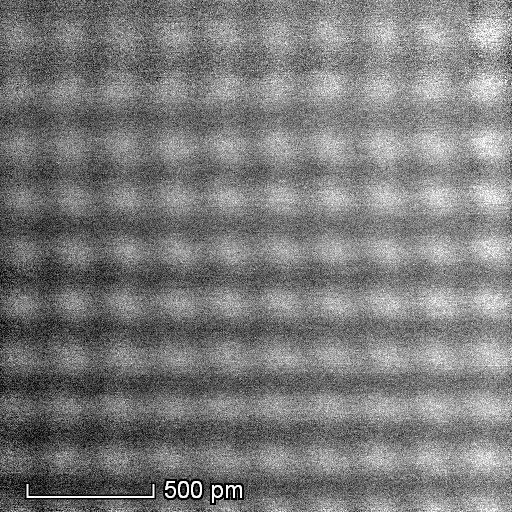
Ảnh STEM-HAADF của nguyên tử nhôm với độ phân giải cao, xem ở hướng [001].

Một nguyên tử nhôm tự do có bán kính 143 pm. Khi loại bỏ 3 electron ngoài cùng, bán kính giảm xuống còn 39 pm khi số phối trí của nguyên tử nhôm là 4 hoặc 53,5 pm đkhi số phối trí là 6. Ở nhiệt độ và áp suất tiêu chuẩn, các nguyên tử nhôm (khi không bị ảnh hưởng bởi nguyên tử của các nguyên tố khác) tạo thành hệ tinh thể lập phương tâm mặt được liên kết bởi liên kết kim loại tạo bởi các electron ngoài cùng của nguyên tử; do đó nhôm (ở điều kiện này) là một kim loại. Hệ tinh thể này là điểm chung của nhiều kim loại khác như chì và đồng; kích thước của một ô đơn vị nhôm tương xứng với kích thước của các kim loại khác. Tuy nhiên, hệ thống này không áp dụng đối với các nguyên tố khác trong cùng nhóm: bor có năng lượng ion hóa quá cao cho sự kim loại hóa, thali có cấu trúc lục giác xếp chặt, còn gali và indi có cấu trúc bất thường mà không xếp chặt như nhôm và thali. Một số ít electron có sẵn để liên kết kim loại trong nhôm có thể lý giải cấu trúc mềm, điểm nóng chảy và điện trở suất thấp của nhôm.

### Đồng vị
Trong số các đồng vị nhôm, chỉ đồng vị 27
Al là ổn định. Điều này thường thấy ở các nguyên tố có số nguyên tử lẻ. Đây là đồng vị nguyên thủy duy nhất của nhôm, tức là đồng vị duy nhất tồn tại trên Trái đất ở dạng hiện tại kể từ khi Trái đất hình thành. Do đó, nhôm là một nguyên tố đơn nhân và trọng lượng nguyên tử tiêu chuẩn hầu như giống với trọng lượng nguyên tử của đồng vị. Điều này khiến nhôm được ứng dụng rộng rãi trong cộng hưởng từ hạt nhân (NMR), vì đồng vị ổn định duy nhất của nhôm có độ nhạy NMR cao. Trọng lượng nguyên tử tiêu chuẩn của nhôm cũng thấp so với nhiều kim loại khác.
Tất cả các đồng vị còn lại của nhôm đều có tính phóng xạ. Đồng vị ổn định nhất trong số này là 26
Al: trong khi tồn tại cùng 27
Al ổn định trong môi trường giữa các vì sao mà Hệ Mặt trời hình thành, cũng được tạo ra bởi quá trình tổng hợp hạt nhân sao, chu kỳ bán rã của 26
Al chỉ kéo dài 717.000 năm và do đó, một lượng có thể phát hiện được đã không còn tồn tại kể từ khi Trái đất hình thành. Tuy nhiên, một lượng nhỏ 26
Al được tạo ra từ argon trong khí quyển do sự phá vỡ gây ra bởi proton từ tia vũ trụ. Tỷ lệ 26
Al so với 10
Be đã được sử dụng để xác định niên đại phóng xạ của các quá trình địa chất trong khoảng thời gian từ 105 to 106 năm, đặc biệt là quá trình vận chuyển, lắng đọng, lưu trữ trầm tích, thời gian chôn vùi và xói mòn. Hầu hết các nhà khoa học nghiên cứu thiên thạch tin rằng năng lượng giải phóng từ quá trình phân rã 26
Al chịu trách nhiệm cho sự tan chảy và phân hóa của một số tiểu hành tinh sau khi chúng hình thành cách đây 4,55 tỷ năm.
Các đồng vị nhôm còn lại, với số khối từ 21 đến 43, đều có chu kỳ bán rã dưới một giờ. Ba trạng thái siêu bền với chu kỳ bán rã dưới một phút cũng đã được biết đến.

## Tính chất hóa học
Nhôm kết hợp các đặc điểm của kim loại tiền và hậu chuyển tiếp. Vì có ít electron tham gia liên kết kim loại, tương tự các nguyên tố nhóm bor nặng hơn nên nhôm có các tính chất vật lý đặc trưng của kim loại hậu chuyển tiếp, với khoảng cách giữa các nguyên tử dài hơn dự kiến. Hơn nữa, vì Al3+ là một cation nhỏ và có điện tích lớn, nên ion nhôm có tính phân cực mạnh và tạo liên kết cộng hóa trị trong các hợp chất của nhôm; hành vi này tương tự ion beryli (Be2+) nên cả hai nguyên tố thể hiện đặc trưng của mối quan hệ chéo (diagonal relationship).
Lõi của nhôm có cấu hình electron của khí hiếm liền trước, trong khi lõi của các nguyên tố trong cùng nhóm dưới nhôm: gali, indi, thali và nihoni, bao gồm một phân lớp d đã lấp đầy và trong một số trường hợp là một phân lớp f đã lấp đầy. Do đó, các electron trong cùng của nhôm che chắn các electron hóa trị gần như hoàn toàn, không giống như các electron của các đồng loại nặng hơn nhôm. Như vậy, nhôm là kim loại có độ dương điện cao nhất trong nhóm của nó; trên thực tế, hydroxide của nhôm có tính kiềm cao hơn so với hydroxide của gali. Nhôm cũng có một vài điểm tương đồng với á kim boron trong cùng nhóm: Các hợp chất AlX
3 là hợp chất dãy đẳng electron hóa trị của BX
3 (chúng có cùng cấu trúc electron hóa trị) và cả hai đều hoạt động như acid Lewis và dễ dàng tạo thành sản phẩm cộng. Ngoài ra, một trong những mô típ chính của các hợp chất bo là cấu trúc hình nhị thập diện đều, và nhôm tạo thành một phần quan trọng của nhiều hợp kim tựa tinh thể hình nhị thập diện, bao gồm hệ hợp kim Al–Zn–Mg.
Vì tính ái lực cao với oxy nên nhôm có thể được dùng làm chất khử trong phản ứng nhiệt nhôm. Bột nhôm mịn phản ứng mãnh liệt khi tiếp xúc với oxy lỏng; nhưng trong điều kiện bình thường, nhôm tạo thành một lớp oxide mỏng (khoảng 5 nm ở nhiệt độ phòng) giúp ngăn chặn sự ăn mòn kim loại bởi oxy, nước hoặc acid loãng. Quá trình này được gọi là sự thụ động hóa. Vì sự thụ động hóa nên nhôm không phản ứng với acid có tính oxy hóa mạnh. Nhờ vậy, nhôm có thể được dùng để lưu trữ các hóa chất như acid nitric, acid sulfuric đậm đặc và một số loại acid hữu cơ.
Trong acid hydrochloric đặc nóng, nhôm phản ứng với nước và giải phóng khí hydro; trong dung dịch natri hydroxide hoặc kali hydroxide ở nhiệt độ phòng thì nhôm phản ứng để tạo muối aluminat – sự thụ động hóa để bảo vệ nhôm trong những điều kiện này không đáng kể. Nước cường toan cũng có thể hòa tan nhôm. Nhôm có thể bị ăn mòn bởi chloride hòa tan, chẳng hạn như natri chloride. Lớp oxide trên nhôm có thể bị phá hủy khi tiếp xúc với thủy ngân do quá trình tạo hỗn hống hoặc khi tiếp xúc với muối của một số kim loại có độ dương điện cao. Vì vậy, các hợp kim nhôm khỏe nhất có tính chống ăn mòn kém do phản ứng điện với hợp kim đồng và tính chống ăn mòn của nhôm bị giảm đáng kể khi có sự xuất hiện của muối trong nước, đặc biệt là khi là khi có sự hiện diện của các kim loại khác.
Nhôm phản ứng với phần lớn các phi kim ở nhiệt độ cao, tạo thành các hợp chất như nhôm nitride (AlN), nhôm sulfide (Al
2S
3) và các nhôm halide (AlX
3). Nhôm cũng tạo nhiều hợp chất liên kim loại với các kim loại từ mọi nhóm trong bảng tuần hoàn.

### Hợp chất vô cơ
Đa số các hợp chất nhôm, bao gồm các chất khoáng chứa nhôm và hợp chất nhôm dùng trong thương mại, có nhôm hóa trị 3+. Số phối trí của các hợp chất có thể thay đổi, nhưng nhìn chung Al3+ có số phối trí là 6 hoặc 4. Hầu như mọi hợp chất nhôm(III) không có màu.

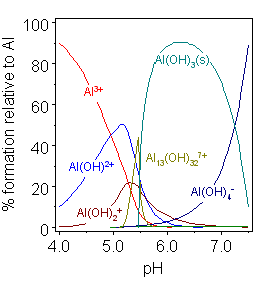
Đồ thị thể hiện quá trình thủy phân nhôm theo sự thay đổi pH (trục tung là tỉ lệ phần trăm ion so với Al). Đồ thị không bao gồm các phân tử có phối tử nước.

Trong dung dịch nước, Al3+ tồn tại dưới dạng cation [Al(H
2O)
6]3+ với hằng số điện li acid Ka là 10−5. Các dung dịch như vậy có tính acid bởi vì cation này có thể cho proton và thủy phân liên tục cho đến khi hình thành kết tủa nhôm hydroxide (Al(OH)
3). Điều này đóng vai trò hữu ích trong quá trình làm trong nước, vì kết tủa hình thành trên các hạt huyền phù trong nước, do đó giúp loại bỏ chúng. Tăng độ pH sẽ làm hòa tan hydroxide trở lại dưới dạng aluminat ([Al(H
2O)
2(OH)
4]−).
Nhôm hydroxide tạo muối và aluminat, đồng thời hòa tan trong acid và base. Đặc tính như trên của Al(OH)
3 được gọi là lưỡng tính; đây là đặc trưng của các cation base yếu tạo thành hydroxide không tan và các loài ngậm nước của chúng cũng có thể cho proton. Một hậu quả là muối nhôm trong acid yếu bị thủy phân trong nước thành hydroxide ngậm nước và hydride phi kim tương ứng. Ví dụ: nhôm sulfide thủy phân thành hydro sulfide. Tuy nhiên, một số muối như nhôm carbonat tồn tại trong dung dịch nước nhưng lại không ổn định, và chỉ các muối halide, nitrat và sulfat thủy phân không hoàn toàn trong môi trường acid. Vì những lý do trên nên không thể điều chế các muối nhôm khan bằng cách đun nóng "hydrat" của chúng: nhôm clorua ngậm nước thực tế không phải là AlCl
3· 6H
2O mà là [Al(H
2O)
6]Cl
3. Các liên kết Al–O rất khỏe nên việc đun nóng không đủ để làm đứt gãy và tạo thành liên kết Al–Cl. Thay vào đó, phản ứng sẽ diễn ra như sau:
{\displaystyle {\ce {2[Al(H2O)6]Cl3 ->[t^o] Al2O3 + 6 HCl + 9 H2O}}}
Số phối trí của nhôm sẽ thấp hơn trong các hợp chất nhôm halide nặng hơn. Các trihalide khác là dimer hoặc polymer với các tâm nhôm bốn phối trí hình tứ diện. Nhôm(III) chloride (AlCl
3) có cấu trúc polyme phân lớp ở nhiệt độ dưới điểm nóng chảy là 192,4 °C nhưng trở thành các dimer Al
2Cl
6 ở nhiệt độ nóng chảy của AlCl
3. Ở nhiệt độ cao hơn, chúng phân ly thành các monome AlCl
3 có cấu trúc tam giác phẳng tương tự BCl
3. Nhôm(III) bromide và nhôm(III) iodide tạo thành các dimer Al
2X
6 trong cả ba pha và do đó không thể hiện những thay đổi đáng kể về tính chất khi thay đổi pha. Các vật liệu này được chế tạo bằng cách xử lý nhôm với halogen. Các muối halide của nhôm tạo thành nhiều sản phẩm cộng hoặc phức chất; bản chất acid Lewis của các hợp chất này chúng trở thành chất xúc tác hiệu quả cho phản ứng Friedel–Crafts. Nhôm(III) chloride có những ứng dụng công nghiệp chính liên quan đến phản ứng này, chẳng hạn như trong sản xuất anthraquinon và styren. Nhôm(III) chloride cũng thường được dùng làm tiền chất cho nhiều hợp chất nhôm khác và làm thuốc thử để chuyển đổi fluoride phi kim thành chloride tương ứng (phản ứng halogen hóa).
Cả bốn muối halide của nhôm đều được biết đến rộng rãi. Không giống như cấu trúc của ba muối halide nặng hơn, nhôm fluoride (AlF
3) có số phối trí là 6; điều này giúp giải thích tính không bay hơi, không hòa tan và nhiệt hình thành cao của nó. Mỗi nguyên tử nhôm được bao quanh bởi sáu nguyên tử fluor trong cấu trúc bát diện bị méo mó, với mỗi nguyên tử fluor được chia sẻ giữa các góc của hai khối bát diện. Các đơn vị {AlF
6} như trên cũng tồn tại trong các hợp chất flouride phức hợp như cryolit, Na
3AlF
6. AlF
3 nóng chảy ở nhiệt độ 1290 °C và được điều chế từ phản ứng giữa nhôm oxide và khí hydro fluoride ở nhiệt độ 700 °C.
Nhôm tạo một oxide bền với công thức hóa học Al
2O
3, hay còn gọi là alumina. Alumina tồn tại dưới pha α-alumina và γ-alumina. Trong tự nhiên, alumina xuất hiện trong chất khoáng corundum dưới dạng α-alumina. Dạng tinh thể corundum là chất trơ rất cứng (với độ cứng Mohs 9), có nhiệt độ nóng chảy cao (2045° C), có khả năng bay hơi thấp và là chất cách điện tốt. Nó thường được dùng làm chất mài mòn (như kem đánh răng), vật liệu chịu lửa, và trong gốm sứ, cũng như là vật liệu đầu vào cho quá trình sản xuất nhôm bằng phương pháp điện phân. Sapphire và ruby là corundum kèm theo một lượng nhỏ các kim loại khác. Hai oxide-hydroxide chính, AlO(OH), là boehmite và diaspore. Có ba loại trihydroxide chính: bayerit, gibbsit và nordstrandite, chúng khác nhau về cấu trúc tinh thể (đa hình). Nhiều cấu trúc trung gian và liên quan khác cũng được biết đến. Hầu hết các trihydroxide được sản xuất từ quặng bằng nhiều quy trình ướt sử dụng acid và base. Khi đun nóng, các hydroxide chuyển thành corundum. Những vật liệu này có tầm quan trọng cốt lõi đối với quá trình sản xuất nhôm và bản thân chúng cực kỳ hữu ích. Một số pha oxide hỗn hợp cũng rất hữu ích, chẳng hạn như spinel (MgAl
2O
4), Na-β-alumina (NaAl
11O
17) và tricalci aluminate (Ca
3Al
2O
6, một pha khoáng quan trọng trong xi măng Portland).
Các muối chalcogenide ổn định trong điều kiện bình thường là nhôm sulfide (Al
2S
3), selenide (Al
2Se
3), và telluride (Al
2Te
3). Cả ba đều được điều chế bằng phản ứng trực tiếp giữa các nguyên tố cấu thành ở khoảng 1000 °C và sự thủy phân hoàn toàn trong nước để tạo ra nhôm hydroxide và hydro chalcogenide tương ứng. Vì nhôm là một nguyên tử nhỏ so với các chalcogen này nên nhôm có số phối trí là 4 và các muối có cấu trúc tứ diện với nhiều dạng đa hình có cấu trúc liên quan đến wurtzit; hai phần ba các vị trí kim loại có sẵn được chiếm giữ theo cách có tổ chức (α) hoặc ngẫu nhiên (β). Nhôm sulfide cũng có dạng γ tương tự γ-alumina, và dạng lục giác bất thường ở nhiệt độ cao, trong đó một nửa lượng nguyên tử nhôm có số phối trí là 4 và sắp xếp hình tứ diện và một nửa còn lại có số phối trí là 5 và sắp xếp  lưỡng tháp ba phương.
Bốn muối pnictide – nhôm nitride (AlN), nhôm phosphide (AlP), nhôm arsenide (AlAs), và nhôm antimonide (AlSb) – đều được biết đến. Tất cả đều là chất bán dẫn III-V đẳng điện tử với silicon và germani, tất cả đều có cấu trúc giống sphalerit. Cả bốn muối trên đều có thể được điều chế bằng cách phản ứng trực tiếp các cấu thành của hợp chất ở nhiệt độ cao (và có thể là áp suất cao).
Nhôm tạo hợp kim với nhiều kim loại khác (ngoại trừ phần lớn kim loại kiềm và kim loại thuộc nhóm 13) và có hơn 150 hợp chất liên kim loại được biết đến. Quá trình sản xuất bao gồm việc nung nóng các kim loại với nhau theo tỷ lệ nhất định, sau đó làm nguội dần và ủ. Liên kết giữa các phân tử chủ yếu là liên kết kim loại và cấu trúc tinh thể dựa vào hiệu suất xếp chặt.
Rất ít hợp chất nhôm với hóa trị thấp hơn 3+. Một vài hợp chất nhôm(I) có thể tồn tại bao gồm AlF, AlCl, AlBr và AlI ở dạng khí khi halogen tương tự được đun nóng với nhôm ở nhiệt độ rất thấp. Một dẫn xuất bền của nhôm monoiodide là Al
4I
4(NEt
3)
4, sản phẩm cộng vòng được hình thành với triethylamine. Al
2O và Al
2S cũng tồn tại nhưng cực kỳ kém bền. Các hợp chất nhôm(II) rất đơn giản được sử dụng hoặc quan sát thấy trong các phản ứng của kim loại Al với chất oxy hóa. Ví dụ, nhôm monoxide, AlO, đã được phát hiện trong pha khí sau khi nổ một sợi dây nhôm và trong quang phổ hấp thụ của sao. Hợp chất với công thức R
4Al
2, chứa một liên kết Al–Al và một phối tử hữu cơ lớn R, được nghiên cứu kỹ lưỡng hơn.

### Hợp chất cơ nhôm và các hydride

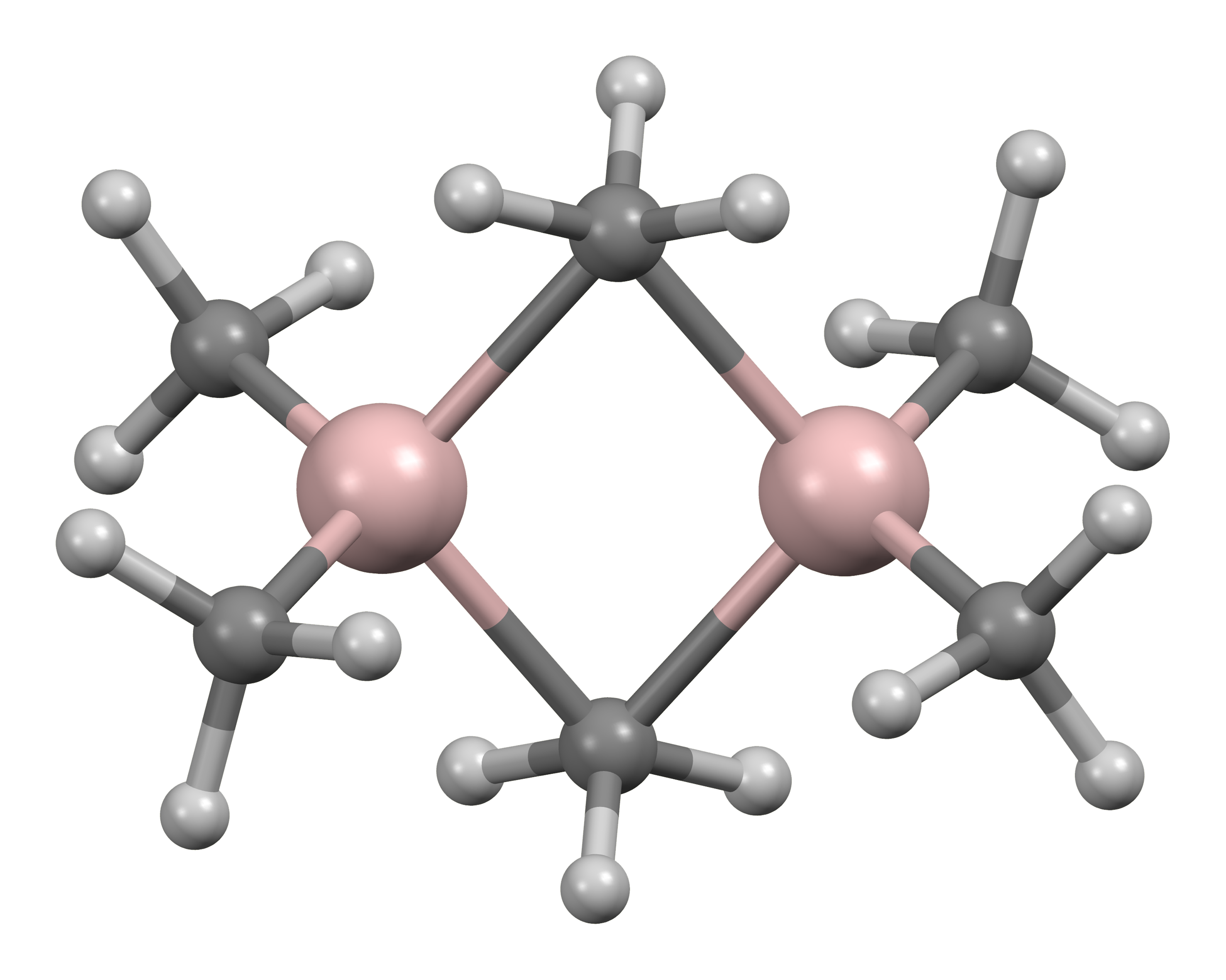
Trimethyl nhôm, một hợp chất có carbon năm phối trí.

Có nhiều hợp chất có công thức thực nghiệm AlR
3 và AlR
1.5Cl
1.5. Các trialkyl và triaryl nhôm là chất lỏng dễ phản ứng, dễ bay hơi và không màu hoặc là chất rắn có nhiệt độ nóng chảy thấp. Chúng tự bốc cháy trong không khí và phản ứng với nước, do đó cần phải có các biện pháp phòng ngừa khi sử dụng. Chúng thường tạo thành các dimer, không giống như các chất tương tự boron của chúng, nhưng xu hướng này giảm đối với các alkyl mạch nhánh (ví dụ như Pri, Bui, Me
3CCH
2); ví dụ, triisobutyl nhôm tồn tại dưới dạng hỗn hợp cân bằng của monome và dimer. Những dimer này, chẳng hạn như trimethyl nhôm (Al
2Me
6), thường có các trung tâm Al tứ diện được hình thành bằng phản ứngdimer hóa với một số nhóm alkyl bắc cầu giữa cả hai nguyên tử nhôm. Chúng là các acid cứng và phản ứng dễ dàng với các phối tử để tạo thành các sản phẩm cộng. Trong công nghiệp, chúng chủ yếu được sử dụng trong các phản ứng chèn alken, như được Karl Ziegler phát hiện, quan trọng nhất là trong "phản ứng tăng trưởng" tạo thành alken và rượu bậc một không phân nhánh chuỗi dài, và trong quá trình trùng hợp áp suất thấp giữa ethylen và propylen. Ngoài ra còn có một số hợp chất cơ nhôm dị vòng và cụm liên quan đến liên kết Al–N.
Hợp chất nhôm hydride quan trọng nhất trong công nghiệp là lithi nhôm hydride (LiAlH
4), được dùng làm chất khử trong hóa hữu cơ. Có thể điều chế hợp chất trên dùng lithi hydride và nhôm(III) chloride. Hydride đơn giản nhất, nhôm hydride hay còn gọi là alane, không quan trọng bằng LiAlH
4. Chất này là polymer với công thức hóa học (AlH
3)n, trái ngược với bor hydride, một dimer với công thức (BH
3)
2.

## Lịch sử

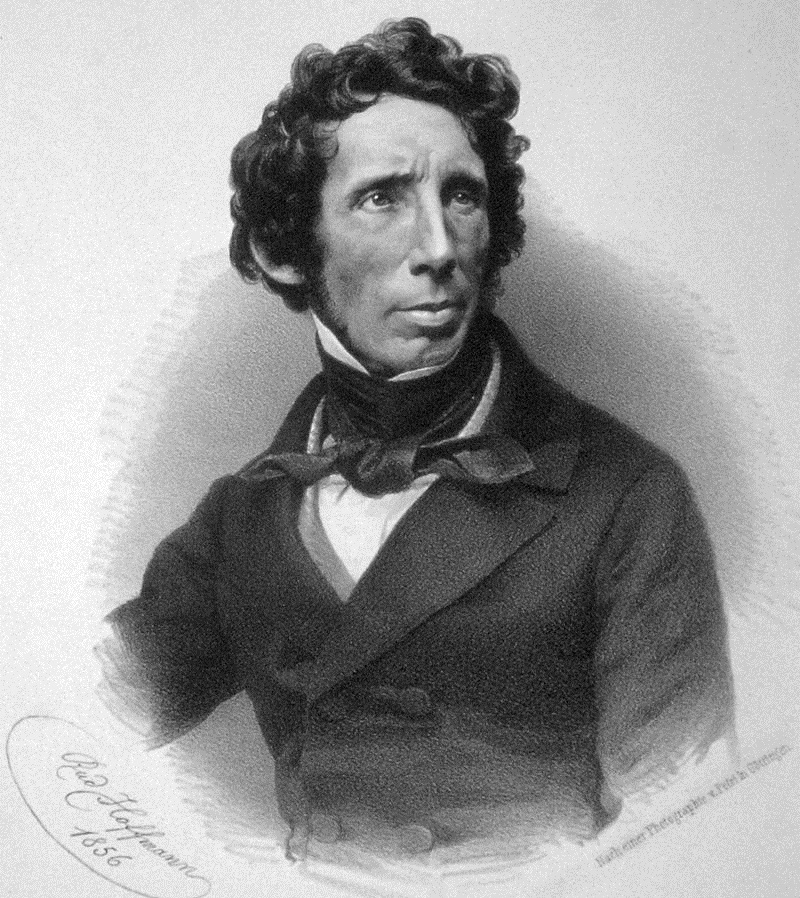
Friedrich Wöhler, nhà hóa học đầu tiên đã viết kỹ lưỡng về nguyên tố nhôm

Lịch sử của nhôm được định hình từ việc sử dụng phèn chua. Bản ghi chép đầu tiên về phèn chua của nhà sử học Hy Lạp Herodotus có niên đại từ thế kỷ thứ 5 trước Công nguyên. Người xưa được cho là đã sử dụng phèn chua làm chất cầm màu và để bảo vệ thành phố. Sau Thập tự chinh, phèn chua, một mặt hàng không thể thiếu trong ngành công nghiệp vải châu Âu, trở thành mặt hàng giao thương quốc tế; phèn được nhập khẩu từ phía đông Địa Trung Hải vào châu Âu cho đến giữa thế kỷ 15.
Bản chất của phèn chua vẫn chưa được biết vào thời điểm đó. Khoảng năm 1530, bác sĩ người Thụy Sĩ Paracelsus cho rằng phèn chua là muối của đất chứa phèn. Năm 1595, bác sĩ và nhà hóa học người Đức Andreas Libavius đã xác minh điều này bằng thực nghiệm. Năm 1722, nhà hóa học người Đức Friedrich Hoffmann tin rằng cơ sở của phèn chua là một loại đất. Năm 1754, nhà hóa học người Đức Andreas Sigismund Marggraf đã tổng hợp alumina bằng cách đun sôi đất sét trong acid sulfuric và sau đó thêm muối kali.
Những nỗ lực sản xuất nhôm xuất phát từ năm 1760. Tuy nhiên, nỗ lực thành công đầu tiên được hoàn thành vào năm 1824 bởi nhà vật lý và hóa học người Đan Mạch Hans Christian Ørsted. Ông đã phản ứng nhôm chloride khan với hỗn hống kali để tạo ra một cục kim loại trông giống thiếc. Ông đã trình bày kết quả của mình và chứng minh một mẫu kim loại mới vào năm 1825. Năm 1827, nhà hóa học người Đức Friedrich Wöhler đã lặp lại các thí nghiệm của Ørsted nhưng không thu được lượng nhôm nào (phải đến tận năm 1921, lý do cho sự không nhất quán này mới được phát hiện). Ông đã tiến hành một thí nghiệm tương tự trong cùng năm bằng cách trộn nhôm chloride khan với kali (công nghệ Wöhler) và tạo ra bột nhôm. Năm 1845, ông thành công trong việc tạo ra những mảnh kim loại nhỏ và mô tả một số tính chất vật lý của kim loại này. Trong nhiều năm sau đó, Wöhler được coi là người phát đã hiện ra nhôm.
Nhà hóa học người Anh Humphry Davy đã thực hiện một số thí nghiệm nhằm cô lập nhôm và được ghi nhận là người đã đặt tên cho nguyên tố này. Tên đầu tiên được đề xuất cho kim loại được tách riêng từ alum là "alumium", mà Davy đề xuất trong một bài viết năm 1808 về nghiên cứu điện hóa của mình, được đăng trên tạp chí Philosophical Transactions of the Royal Society. Vào năm 1812, tên của nhôm trở thành cách gọi ngày nay của nguyên tố: aluminum; đây là cách gọi phổ biến ở Hoa Kỳ. Một số nhà khoa học khác thì dùng cách viết aluminium. Các từ "aluminium" và "aluminum" xuất phát từ "alumine", một thuật ngữ đã cũ để chỉ "alumina", một oxide nhôm tự nhiên. "Alumine" được mượn từ tiếng Pháp, từ đó xuất phát từ "alumen", từ tiếng La-tinh cổ điển để chỉ phèn (alum). Từ tiếng La-tinh "alumen" bắt nguồn từ nguyên âm gốc Tiếng Ấn-Âu nguyên thủy *alu- có nghĩa là "đắng" hoặc "bia". Tên tiếng Việt của nguyên tố bắt nguồn từ âm -nium trong tên tiếng Pháp aluminium.

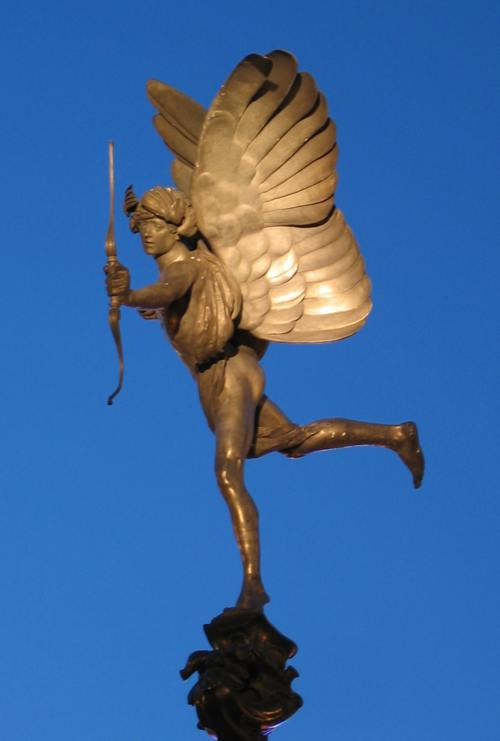
Bức tượng Anteros ở rạp xiếc Piccadilly, Luân Đôn. Bức tượng được xây năm 1893 và là một trong những bức tượng đầu tiên được đúc bằng nhôm.

Vì phương pháp của Wöhler không thu được nhôm với số lượng lớn nên kim loại này vẫn còn hiếm; chi phí của nhôm cao hơn giá vàng. Sản xuất nhôm công nghiệp đầu tiên được thành lập vào năm 1856 bởi nhà hóa học người Pháp Henri Étienne Sainte-Claire Deville và đồng nghiệp của ông. Deville đã phát hiện rằng có thể khử nhôm trichloride bằng natri; quá trình này thuận tiện hơn và ít tốn kém hơn so với khi dùng kali mà Wöhler đã dùng. Ngay cả khi đó, nhôm vẫn chưa có độ tinh khiết cao và nhôm được sản xuất có các tính chất khác nhau tùy theo mẫu. Do khả năng dẫn điện, nhôm được sử dụng làm nắp của Đài tưởng niệm Washington, hoàn thành vào năm 1885, tòa nhà cao nhất thế giới vào thời điểm đó. Nắp kim loại không bị ăn mòn này được dùng làm đỉnh cột thu lôi.
Phương pháp sản xuất nhôm quy mô lớn đầu tiên được phát triển độc lập vào năm 1886 bởi kỹ sư người Pháp Paul Héroult và kỹ sư người Mỹ Charles Martin Hall; phương pháp này hiện được gọi là công nghệ Hall-Héroult. Quy trình Hall–Héroult giúp chuyển đổi alumina thành nhôm kim loại. Vào năm 1889, nhà hóa học người Áo Carl Josef Bayer đã tìm ra một phương pháp tinh chế quặng bô xít để tạo ra alumina; phương pháp này hiện được gọi là công nghệ Bayer. Sản xuất nhôm thời hiện đại dựa trên công  Bayer và Hall–Héroult.
Sản xuất quy mô lớn đã khiến giá nhôm giảm nên nhôm được sử dụng rộng rãi trong trang sức, gọng kính, dụng cụ quang học, đồ dùng trên bàn ăn và lá nhôm, cùng các vật dụng hàng ngày khác vào những năm 1890 và đầu thế kỷ 20. Khả năng tạo thành hợp kim cứng nhưng nhẹ với các kim loại khác của nhôm đã mang lại cho kim loại này nhiều công dụng vào thời điểm đó. Trong Chiến tranh thế giới thứ nhất, các chính phủ lớn yêu cầu các lô hàng nhôm lớn để chế tạo khung máy bay nhẹ và chắc chắn; trong Chiến tranh thế giới thứ hai, nhu cầu về hàng không của các chính phủ lớn thậm chí còn cao hơn.
Đặc trưng của ngành công nghiệp nhôm từ đầu thế kỷ 20 đến năm 1980 là sự thông đồng giữa các công ty nhôm nhằm giữ giá cao và ổn định. Cartel nhôm đầu tiên, Aluminium Association (tạm dịch: Hiệp hội Nhôm), được thành lập vào năm 1901 bởi Pittsburgh Reduction Company (đổi tên thành Alcoa vào năm 1907) và Aluminium Industrie AG. British Aluminium, Produits Chimiques d'Alais et de la Camargue và Société Electro-Métallurgique de Froges cũng tham gia cartel.
Đến giữa thế kỷ 20, nhôm đã trở thành một phần trong cuộc sống hàng ngày và là thành phần thiết yếu của đồ gia dụng. Năm 1954, sản lượng nhôm đã vượt qua sản lượng đồng, kim loại từng giữ vị trí thứ hai trong lịch sử về sản lượng chỉ sau sắt, qua đó đưa nhôm trở thành kim loại màu được sản xuất nhiều nhất. Vào giữa thế kỷ 20, nhôm dần nổi lên như một vật liệu xây dựng dân dụng quan trọng, được ứng dụng trong cả xây dựng cơ bản lẫn hoàn thiện nội thất, cũng như ngày càng được sử dụng phổ biến trong kỹ thuật quân sự, từ chế tạo động cơ máy bay cho đến xe bọc thép trên bộ. Vệ tinh nhân tạo đầu tiên của Trái Đất, được phóng vào năm 1957, bao gồm hai bán cầu nhôm riêng biệt được ghép lại và tất cả các tàu vũ trụ về sau sử dụng nhôm ở một mức độ nhất định. Lon nhôm được phát minh vào năm 1956 và được dùng để chứa đồ uống vào năm 1958.

Sản lượng nhôm toàn cầu kể từ năm 1900

Sản lượng nhôm tăng nhanh chóng trong suốt thế kỷ 20. Sản lượng nhôm toàn cầu vào năm 1900 là 6.800 tấn, sản lượng hàng năm vượt 100.000 tấn vào năm 1916, vượt 1.000.000 tấn vào năm 1941, và vượt 10.000.000 tấn vào năm 1971. Vào những năm 1970, sự gia tăng nhu cầu sử dụng nhôm đã khiến nhôm trở thành một mặt hàng trao đổi; nhôm được đưa vào Sàn giao dịch kim loại Luân Đôn, sàn giao dịch kim loại công nghiệp lâu đời nhất thế giới, vào năm 1978. Sản lượng nhôm tiếp tục tăng, và đến năm 2013, sản lượng hàng năm đã vượt 50.000.000 tấn.
Giá thật của nhôm đã giảm từ 14.000 đô la một tấn vào năm 1900 xuống còn 2.340 đô la vào năm 1948 (theo giá đô la Mỹ vào năm 1998). Chi phí khai thác và chế biến đã giảm nhờ tiến bộ công nghệ và quy mô của nền kinh tế. Tuy nhiên, nhu cầu khai thác các mỏ chất lượng kém hơn, cấp thấp hơn và việc sử dụng chi phí đầu vào tăng nhanh (trên hết là năng lượng) đã làm tăng chi phí ròng của nhôm; giá thực tế bắt đầu tăng vào những năm 1970 khi chi phí năng lượng tăng. Sản xuất chuyển từ các nước công nghiệp sang các nước có sản xuất rẻ hơn. Chi phí sản xuất vào cuối thế kỷ 20 đã thay đổi do những tiến bộ trong công nghệ, giá năng lượng thấp hơn, tỷ giá hối đoái của đồng đô la Mỹ và giá nhôm oxide. Tỷ trọng kết hợp của các nước BRIC trong sản xuất chính và tiêu thụ chính đã tăng đáng kể trong thập kỷ đầu tiên của thế kỷ 21. Trung Quốc chiếm một phần đặc biệt lớn trong sản lượng của thế giới nhờ vào nguồn tài nguyên dồi dào, năng lượng giá rẻ và các biện pháp kích thích từ chính phủ; thị phần tiêu thụ tại Trung Quốc cũng tăng đáng kể từ 2% vào năm 1972 lên 40% vào năm 2010. Tại Hoa Kỳ, Tây Âu và Nhật Bản, nhôm phần lớn được tiêu thụ trong ngành vận tải, kỹ thuật, xây dựng và đóng gói. Năm 2021, giá kim loại công nghiệp như nhôm đã tăng vọt lên mức gần kỷ lục trong bối cảnh thiếu hụt năng lượng ở Trung Quốc khiến giá điện tăng mạnh.

## Sự phổ biến

### Vũ trụ
Độ phổ biến của nhôm trên mỗi hạt trong Hệ Mặt trời là 3,15 ppm (phần triệu). Nhôm là nguyên tố phong phú thứ 12 trong số tất cả các nguyên tố và là nguyên tố phong phú thứ 3 trong số các nguyên tố có số nguyên tử lẻ, chỉ sau hydro và nitơ. Đồng vị ổn định duy nhất của nhôm, 27
Al, là hạt nhân phổ biến thứ 18 trong vũ trụ. Đồng vị này được tạo ra gần như hoàn toàn từ quá trình tổng hợp carbon trong các ngôi sao lớn mà sau này sẽ trở thành siêu tân tinh loại II: quá trình tổng hợp này tạo ra 26
Mg, khi bắt giữ các proton và neutron tự do, sẽ trở thành nhôm. Một lượng nhỏ 27
Al được tạo ra trong các lớp vỏ đốt cháy hydro của các ngôi sao đã tiến hóa, nơi 26
Mg có thể bắt giữ các proton tự do. Về cơ bản, tất cả nhôm hiện đang tồn tại là 27
Al. 26
Al có mặt trong Hệ Mặt trời ban đầu với độ phong phú là 0,005% so với 27
Al nhưng chu kỳ bán rã 728.000 năm quá ngắn để bất kỳ hạt nhân ban đầu nào tồn tại lâu dài; do đó 26
Al đã tuyệt chủng. Không giống như 27
Al, quá trình đốt cháy hydro là nguồn chính của 26
Al, với nuclide xuất hiện sau khi hạt nhân 25
Mg bắt được một proton tự do. Tuy nhiên, lượng vết 26
Al tồn tại là chất phát tia gamma phổ biến nhất trong môi trường liên sao; nếu 26
Al ban đầu tồn tại đến bây giờ, bản đồ tia gamma của dải ngân hà Milky Way sẽ sáng hơn.

### Trái Đất

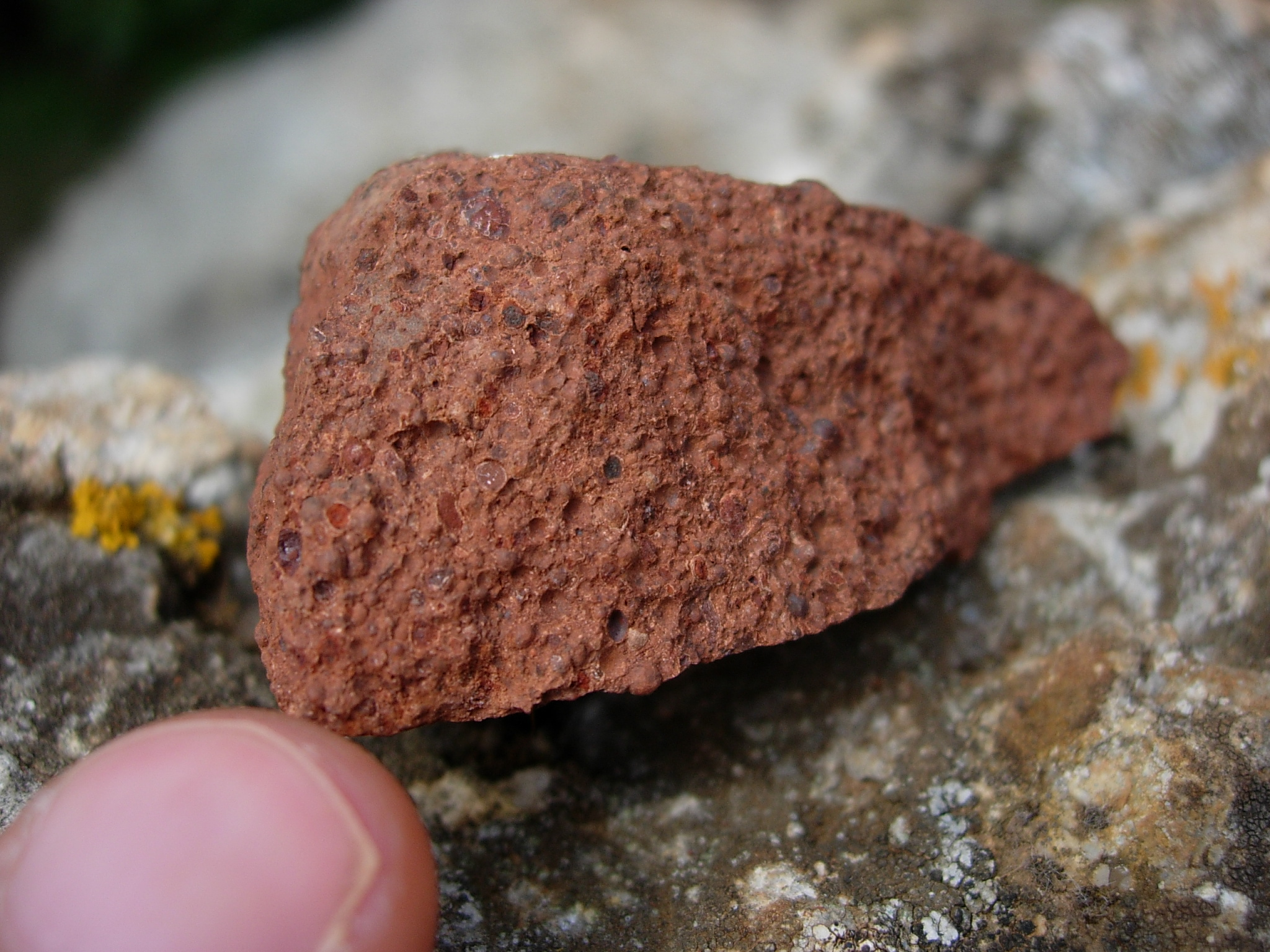
Quặng bô xít chứa nhôm.

Nhìn chung, Trái Đất có khoảng 1,59% nhôm theo khối lượng (nguyên tố phổ biến thứ bảy theo khối lượng). Nhôm xuất hiện với tỷ lệ lớn hơn trong lớp vỏ Trái Đất so với trong vũ trụ nói chung. Điều này là do nhôm dễ dàng tạo thành oxide và liên kết với đá và nằm trong lớp vỏ Trái Đất, trong khi các kim loại ít phản ứng hơn chìm xuống lõi. Trong vỏ Trái Đất, nhôm là nguyên tố kim loại phổ biến nhất (8,3% theo khối lượng) và là nguyên tố phổ biến thứ ba (chỉ sau oxy và silic). Một lượng lớn silicat trong lớp vỏ Trái Đất chứa nhôm. Ngược lại, lớp phủ của Trái Đất chỉ có 2,38% nhôm theo khối lượng. Nhôm cũng có trong nước biển với nồng độ 2 μg/kg.
Do có tính ái lực cao với oxy, nhôm hầu như không bao giờ được tìm thấy ở trạng thái nguyên tố; thay vào đó, nó được tìm thấy trong các oxide hoặc silicate. Felspat, nhóm khoáng chất phổ biến nhất trong lớp vỏ Trái đất, là tập hợp các aluminosilicat. Nhôm cũng xuất hiện trong các khoáng chất beryl, cryolit, garnet, spinel, và ngọc lam. Các tạp chất trong Al
2O
3, chẳng hạn như crom và sắt, tạo ra các loại đá quý lần lượt là hồng ngọc và saphir. Kim loại nhôm tự nhiên cực kỳ hiếm và chỉ có thể được tìm thấy dưới dạng pha phụ trong môi trường có độ bay hơi oxy thấp, chẳng hạn như bên trong một số núi lửa. Nhôm tự nhiên đã được phát hiện trong các lỗ phun lạnh ở sườn lục địa đông bắc của Biển Đông. Các mỏ này có thể là kết quả của quá trình khử tetrahydroxoaluminate Al(OH)−
4 nhờ vi khuẩn.
Mặc dù nhôm là một nguyên tố phổ biến và rộng rãi, nhưng không phải tất cả các khoáng chất nhôm đều là nguồn kim loại khả thi về mặt kinh tế. Hầu như tất cả nhôm kim loại đều được sản xuất từ quặng bô xít (AlO
x(OH)
3-2x). Bô xít xuất hiện như một sản phẩm phong hóa của nền đá có hàm lượng sắt và silic thấp trong điều kiện khí hậu nhiệt đới. Năm 2017, phần lớn bô xít được khai thác ở Úc, Trung Quốc, Guinea và Ấn Độ.

## Ứng dụng

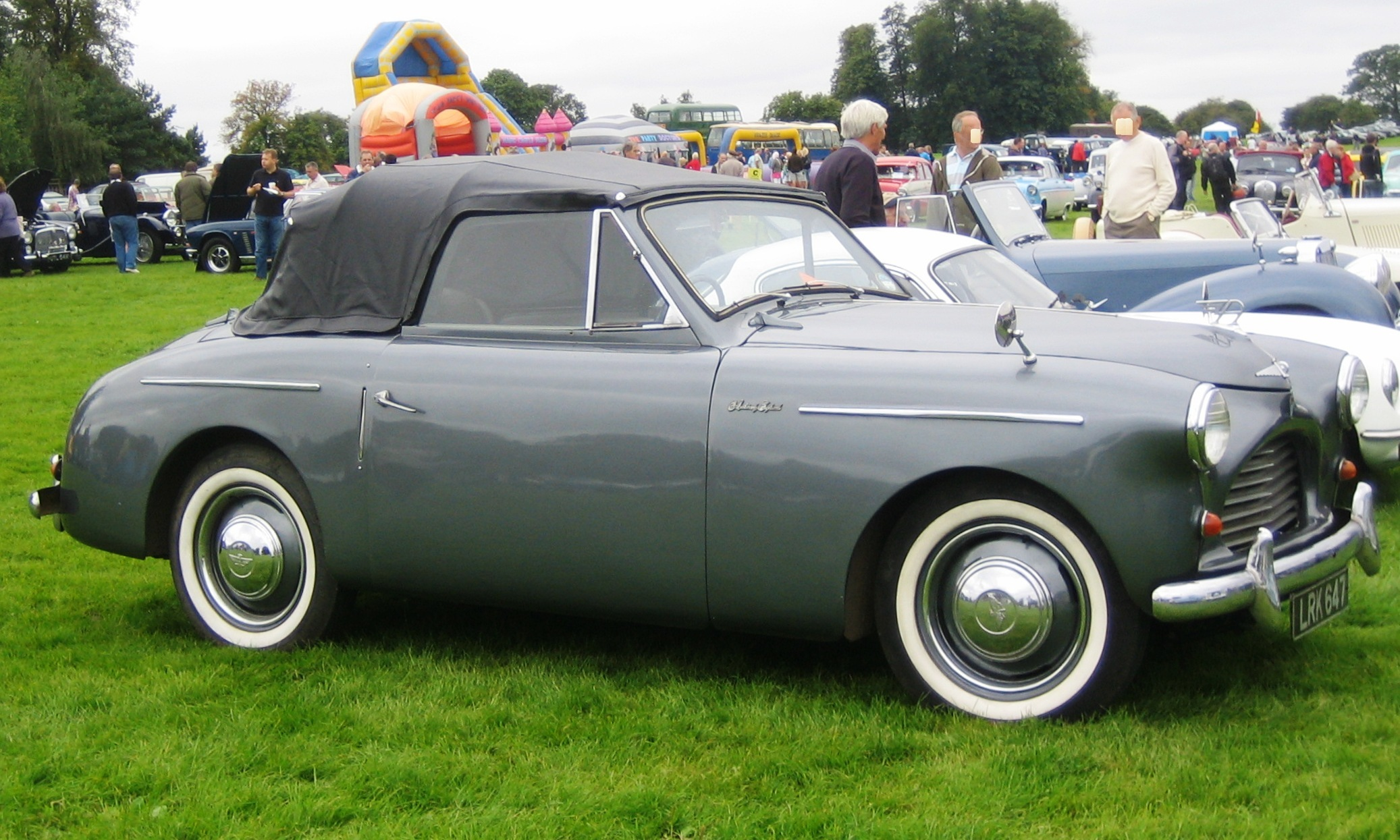
Xe Austin A40 Sports có vỏ làm bằng nhôm (k. 1951)

### Kim loại
Sản lượng nhôm toàn cầu đạt 58,8 triệu tấn vào năm 2016, là kim loại được con người khai thác nhiều thứ hai sau kim loại sắt (1.231 triệu tấn).
Nhôm hầu như luôn được hợp kim, giúp cải thiện đáng kể tính cơ học của kim loại, đặc biệt là khi được ram. Ví dụ, các loại lá nhôm thông thường và lon đựng đồ uống là hợp kim từ 92% đến 99% nhôm. Các tác nhân hợp kim chính cho nhôm rèn và đúc là đồng, kẽm, magnesi, mangan và silic (ví dụ như đura) với mức độ của các kim loại khác là vài phần trăm theo trọng lượng.

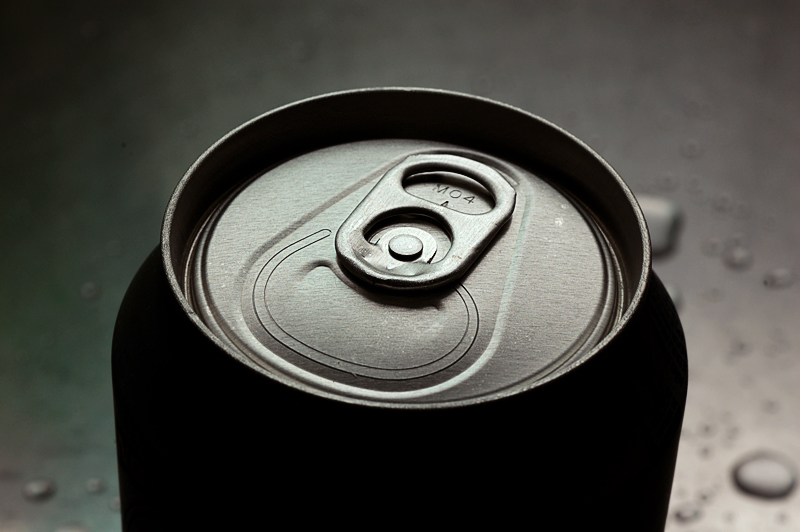
Lon nhôm

Các ứng dụng chính của kim loại nhôm bao gồm:
- Giao thông (ô tô, máy bay, xe tải, xe lửa, tàu biển, xe đạp, tàu vũ trụ, v.v.). Nhôm được sử dụng vì khối lượng riêng thấp.
- Đóng gói (lon nhôm, bìa nhôm, khung, v.v.). Nhôm được sử dụng vì nó không độc hại (xem phần dưới), không thấm nước và không tạo thành mảnh vụn.
- Xây dựng và công trình (cửa sổ, vật liệu bao phủ, dây điện, mái nhà, v.v.). Vì thép rẻ hơn nên nhôm được sử dụng khi cần ưu tiên độ nhẹ, kháng ăn mòn hoặc các tính năng kỹ thuật quan trọng.
- Các ứng dụng liên quan đến điện (hợp kim dẫn, động cơ và máy phát điện, biến áp, tụ điện, v.v.). Nhôm được sử dụng vì giá thành thấp, độ dẫn điện tốt, có độ cứng cơ học vừa đủ và khối lượng riêng thấp, cũng như khả năng kháng ăn mòn.
- Một loạt các vật dụng trong hộ gia đình, từ dụng cụ nấu ăn đến nội thất. Nhôm được sử dụng vì có khối lượng riêng thấp, diện mạo đẹp, dễ gia công và độ bền tốt.
- Máy móc và thiết bị (thiết bị chế biến, ống, công cụ). Nhôm được sử dụng vì khả năng chống ăn mòn, không bắt lửa và độ cứng cơ học.

### Hợp chất
Hầu hết nhôm oxide (khoảng 90%) được chuyển đổi thành nhôm kim loại. Nhôm oxide có độ cứng cao (độ cứng Mohs 9), nên được sử dụng rộng rãi như một chất mài mòn. Về mặt hóa học, nhôm oxide rất bền nên có thể ứng dụng trong môi trường có tính chất phản ứng cao như đèn cao áp natri. Nhôm oxide thường được sử dụng làm chất xúc tác trong các quy trình công nghiệp; một số ví dụ gồm quá trình Claus nhằm chuyển đổi hydro sulfide thành lưu huỳnh trong nhà máy lọc dầu và để alkyl hóa amine. Nhiều chất xúc tác công nghiệp được hỗ trợ bằng nhôm oxide, có nghĩa là chất xúc tác đắt tiền được phân tán trên bề mặt nhôm oxide. Một ứng dụng chính khác của nhôm oxide là làm chất hấp thụ hoặc chất chống ẩm.

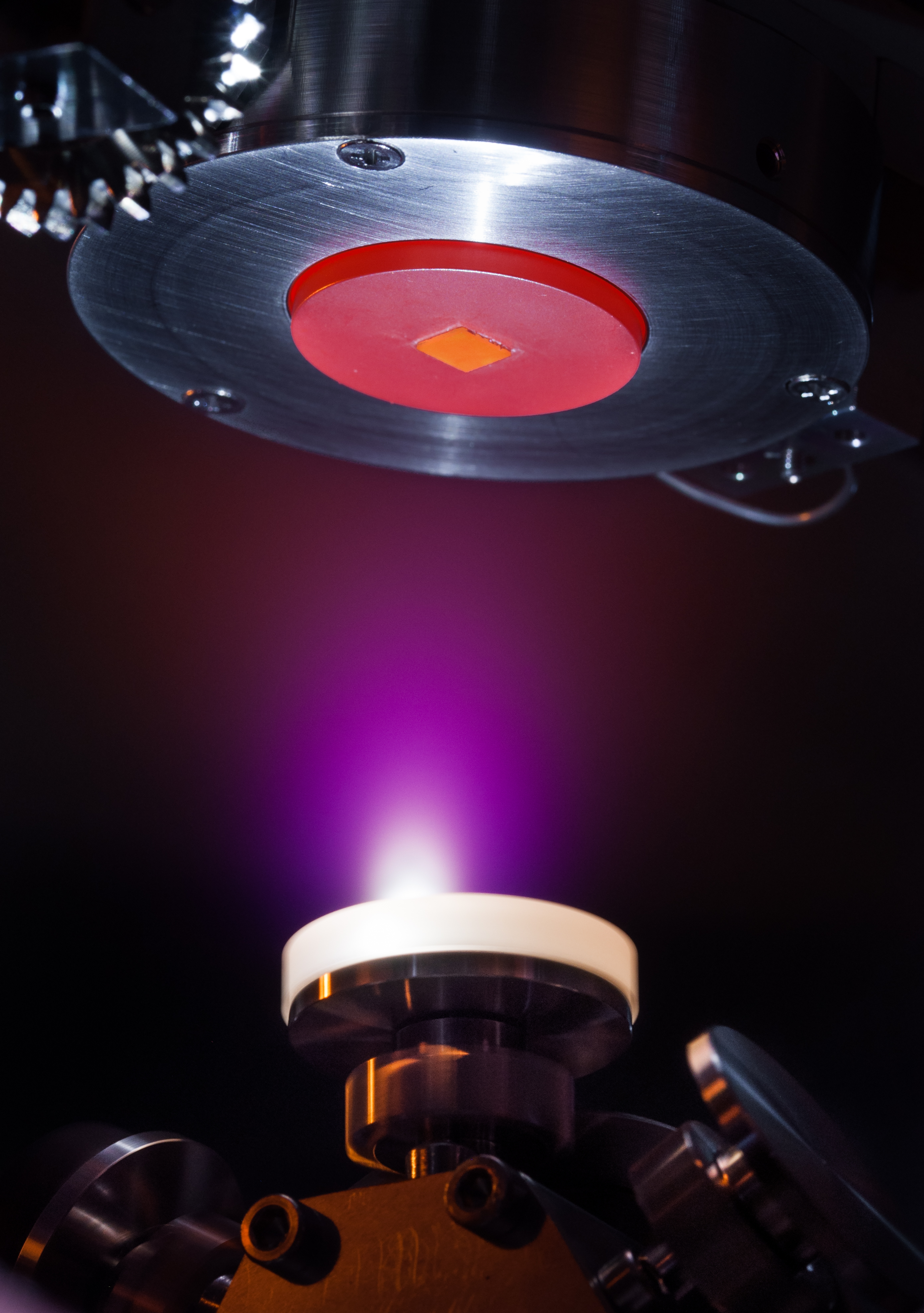
Lắng đọng laser của nhôm oxide trên một chất nền

Một số muối sulfat của nhôm có ứng dụng công nghiệp và thương mại. Nhôm sulfat (dưới dạng hydrat) được sản xuất hàng triệu tấn mỗi năm. Khoảng hai phần ba sản lượng được sử dụng trong xử lý nước. Ứng dụng chính tiếp theo là trong sản xuất giấy. Nó cũng được sử dụng làm chất cầm màu trong quá trình nhuộm, trong việc muối hạt hạt giống, khử mùi dầu khoáng, trong quá trình nhuộm da, và trong sản xuất các hợp chất nhôm khác. Hai loại phèn, phèn amoni và phèn kali, từng được dùng làm chất cầm màu và trong quá trình nhuộm da, nhưng việc sử dụng chúng đã giảm đáng kể sau khi có sẵn nhôm sulfat với độ tinh khiết cao. Nhôm chloride khan được sử dụng làm chất xúc tác trong ngành hóa học và xăng dầu, trong ngành nhuộm và trong quá trình tổng hợp các hợp chất hữu cơ và vô cơ khác. Nhôm hydroxychloride được sử dụng trong việc làm sạch nước, trong ngành giấy và như chất chống mồ hôi. Natri aluminat được sử dụng trong việc xử lý nước và là một chất tăng tốc quá trình đông cứng xi măng.
Nhiều hợp chất nhôm có ứng dụng đặc biệt, ví dụ:
- Nhôm acetat trong dung dịch được sử dụng làm chất làm se.[144]
- Nhôm phosphate được sử dụng trong sản xuất kính, gốm sứ, giấy gỗ và sản phẩm giấy, mỹ phẩm, sơn, véc ni và trong xi măng nha khoa.[145]
- Nhôm hydroxide được dùng làm chất trợ tiêu hóa và chất cầm màu; nó cũng được sử dụng trong việc lọc nước, sản xuất kính và gốm sứ, và trong việc chống thấm các loại vải.[146][147]
- Lithi nhôm hydride là một chất chống oxy hóa mạnh được sử dụng trong hoá học hữu cơ.[148][149]
- Hợp chất cơ nhôm được dùng làm acid Lewis và chất đồng xúc tác.[150]
- Methylaluminoxane là chất đồng xúc tác trong quá trình polymer hóa olefin Ziegler–Natta để sản xuất các polyme vinyl như polyethen.[151]
- Các ion nhôm trong dung dịch (như sulfat nhôm trong nước) được sử dụng để điều trị chống lại các tác nhân gây bệnh cho cá như Gyrodactylus salaris.[152]
- Trong nhiều loại vaccine, một số muối nhôm nhất định được dùng làm chất bổ trợ miễn dịch (tăng cường phản ứng miễn dịch) để cho phép protein trong vaccine đạt đủ hiệu quả làm kích thích miễn dịch.[153] Cho đến năm 2004, hầu hết các chất bổ trợ  trong vaccine đều được gắn nhôm.[154]

## Sản xuất
| Quốc gia                             | Sản lượng (nghìn tấn) |
| ------------------------------------ | --------------------- |
| Trung Quốc                           | 43.000                |
| Ấn Độ                                | 4.200                 |
| Nga                                  | 3.800                 |
| Canada                               | 3.300                 |
| Các Tiểu vương quốc Ả Rập Thống nhất | 2.700                 |
| Bahrain                              | 1.600                 |
| Úc                                   | 1.500                 |
| Na Uy                                | 1.300                 |
| Brazil                               | 1.100                 |
| Malaysia                             | 870                   |
| Iceland                              | 780                   |
| Hoa Kỳ                               | 670                   |
| Các quốc gia khác                    | 6.800                 |
| Tổng                                 | 72.000                |

Quá trình sản xuất nhôm bắt đầu bằng việc khai thác đá bô xít từ lòng đất. Bô xít được xử lý và chuyển thành alumina bằng công nghệ Bayer, sau đó được xử lý bằng công nghệ Hall-Héroult để tạo ra nhôm.
Sản xuất nhôm tiêu thụ rất nhiều năng lượng nên các nhà sản xuất có xu hướng đặt lò luyện ở những nơi có nguồn điện dồi dào và giá thành thấp. Sản xuất 1 kilogram nhôm cần năng lượng tương đương 7 kilogram dầu, so với 1,5 kilogram đối với thép và 2 kilogram đối với nhựa. Tính đến năm 2023, các nhà sản xuất nhôm lớn nhất thế giới là Trung Quốc, Nga, Ấn Độ, Canada và Các Tiểu vương quốc Ả Rập Thống nhất. trong khi Trung Quốc là nước sản xuất nhôm hàng đầu thế giới với thị phần toàn cầu trên 55%.
Theo báo cáo Metal Stocks in Society của International Resource Panel, lượng nhôm bình quân tính theo đầu người toàn cầu được sử dụng trong xã hội (tức là trong ô tô, tòa nhà, đồ điện tử, v.v.) là 80 kg. Phần lớn trong số này nằm ở các nước phát triển hơn (350–500 kg bình quân đầu người) thay vì các nước kém phát triển hơn (35 kg bình quân đầu người).

### Công nghệ Bayer
Công nghệ Bayer giúp biến đổi bô xít thành alumina. Bô xít được pha trộn để cho đồng nhất và được nghiền nhỏ. Hỗn hợp bùn sau đó được trộn với dung dịch natri hydroxide nóng; hỗn hợp sau đó được xử lý trong bình nghiền ở áp suất lớn hơn áp suất khí quyển, từ đó hòa tan nhôm hydroxide trong bô xít đồng thời chuyển tạp chất thành các hợp chất không tan:
Al(OH)
3 + Na+
 + OH−
 → Na+
 + [Al(OH)
4]−

Sau phản ứng này, bùn sẽ ở nhiệt độ cao hơn điểm sôi của nó. Bùn được làm lạnh bằng cách loại bỏ hơi nước khi áp suất giảm. Cặn bô xít được tách ra khỏi dung dịch và loại bỏ. Dung dịch, lúc này không có chất rắn, được gieo hạt bằng các tinh thể nhôm hydroxide nhỏ; điều này làm phân hủy các ion [Al(OH)
4]−
 thành nhôm hydroxide. Sau khi khoảng một nửa lượng nhôm đã kết tủa, hỗn hợp được đưa  máy phân loại. Các tinh thể nhôm hydroxide nhỏ được thu thập để làm tác nhân gieo hạt; các hạt thô được chuyển thành alumina bằng cách đun nóng; dung dịch thừa được loại bỏ bằng cách bay hơi (nếu cần thiết), tinh chế và tái chế.

### Công nghệ Hall-Héroult

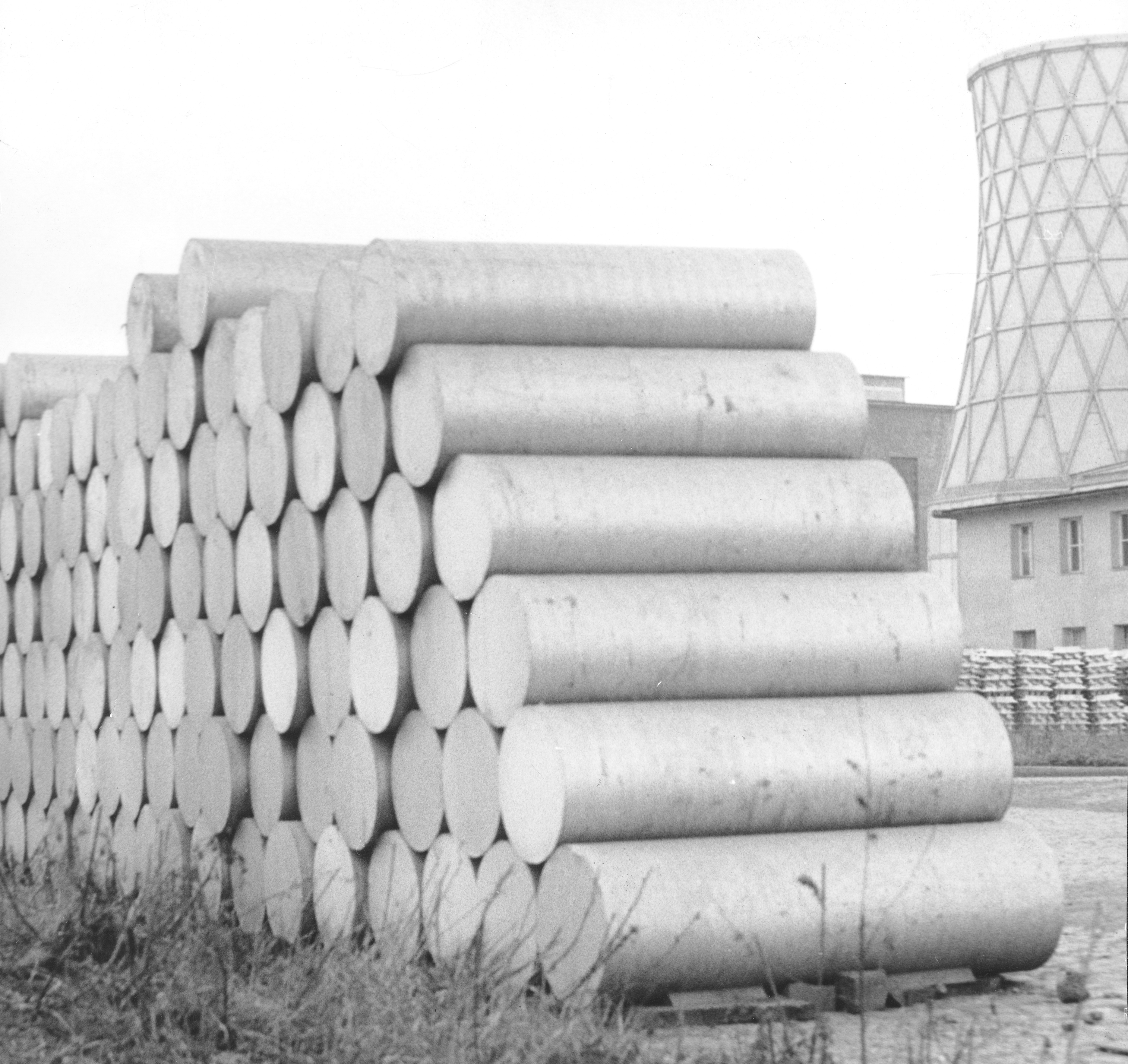
Phôi nhôm đã ép

Quá trình chuyển đổi alumina sang nhôm được thực hiện bởi quy trình Hall–Héroult. Trong quá trình tiêu hao nhiều năng lượng này, dung dịch alumina trong hỗn hợp cryolite (Na
3AlF
6) và calci fluoride nóng chảy (ở nhiệt độ 955°C và 965°C) được điện phân để sản sinh nhôm kim loại. Nhôm lỏng chìm xuống đáy dung dịch và được khai thác, và thường được đúc thành những khối lớn gọi là phôi nhôm để chế biến thêm.
Các anode của bình điện phân được làm bằng carbon, vật liệu chống ăn mòn fluoride tốt nhất. Anode được nung trong quá trình này hoặc được nung trước. Loại ban đầu, còn được gọi là anode Söderberg, có hiệu suất tiết kiệm điện năng thấp hơn và việc thu gom khói thải trong quá trình nung tốn kém. Vì thế, chúng được thay thế bằng anode đã nung trước. Carbon dùng cho anode nên có độ tinh khiết cao để nhôm hoặc chất điện phân không bị nhiễm tro. Mặc dù carbon có khả năng chống ăn mòn, nhưng 0,4–0,5 kg cathode vẫn bị tiêu thụ trong quá trình sản xuất một kilogram nhôm. Cathode được làm bằng anthracit không yêu cầu độ tinh khiết cao vì các tạp chất rửa trôi rất chậm. Cathode bị tiêu thụ ở mức 0,02–0,04 kg cho mỗi kilogram nhôm sản xuất. Một bình điện phân thường sẽ ngừng hoạt động sau 4–6 năm kể từ khi cực âm bị hư hại.
Quy trình Hall–Héroult sản xuất nhôm với độ tinh khiết từ 99% trở lên. Nhôm có thể được làm tinh khiết hơn nhờ quy trình Hoopes. Trong quy trình nay, nhôm nóng chảy được điện phân cùng chất điện phân natri, bari và nhôm fluoride. Sản phẩm thu được là nhôm với độ tinh khiết 99,99%.
Năng lượng điện chiếm khoảng 20-40% trong giá thành của sản xuất nhôm, phụ thuộc vào nơi đặt lò nhôm. Sản xuất nhôm tiêu thụ khoảng 5% lượng điện được sản xuất tại Hoa Kỳ. Vì lý do này, giải pháp thay thế quy trình Hall–Héroult đã được nghiên cứu, nhưng không có quy trình nào đạt khả thi về mặt kinh tế.

### Tái chế

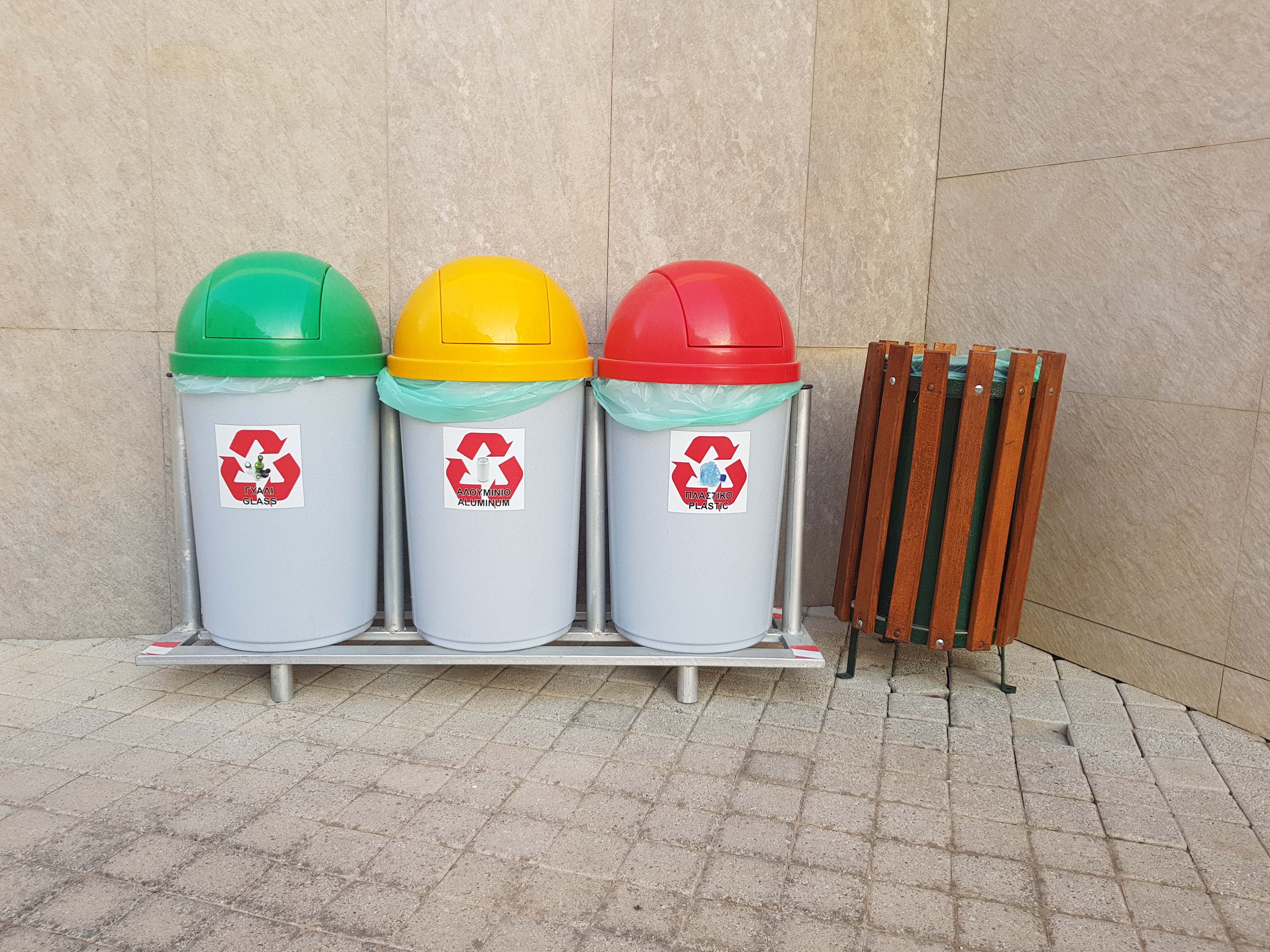
Thùng rác thông thường dành cho rác thải tái chế cùng với thùng đựng rác thải không thể tái chế. Thùng có nắp màu vàng được ghi chữ "aluminium" (từ tiếng Anh của "nhôm"). Rhodes, Hy Lạp

Thu hồi nhôm bằng cách tái chế đã trở thành một nhiệm vụ quan trọng của ngành công nghiệp luyện nhôm. Hoạt động tái chế nhôm ít được chú ý cho đến cuối những năm 1960, khi việc sử dụng ngày càng nhiều lon đồ uống bằng nhôm bằng nhôm khiến công chúng chú ý đến việc tái chế nhôm. Tái chế bao gồm việc nấu chảy phế liệu, một quá trình chỉ cần 5% năng lượng dùng để sản xuất nhôm từ quặng, mặc dù một phần đáng kể (lên tới 15% nguyên liệu đầu vào) bị mất dưới dạng cặn (oxide giống tro). Máy nấu chảy nhôm xếp chồng tạo ra ít xỉ hơn nhiều, với giá trị được ghi là thấp hơn 1%.
Xỉ trắng từ quá trình sản xuất nhôm sơ cấp và từ các hoạt động tái chế thứ cấp vẫn chứa một lượng nhôm hữu ích có thể được chiết xuất trong công nghiệp. Quá trình này tạo ra nhôm dưới dạng phôi cùng với một loại vật liệu phế thải có độ phức tạp cao. Chất thải này rất khó quản lý.Nó phản ứng với nước, giải phóng hỗn hợp khí gồm acetylen, hydro sulfide, một lượng lớn khí amonia và nhiều loại khí khác. Bất chấp những thách thức này, chất thải vẫn được sử dụng làm chất độn trong nhựa đường và bê tông. Tiềm năng sản xuất hydro của xỉ nhôm cũng đã được xem xét và nghiên cứu.

## Vai trò sinh học

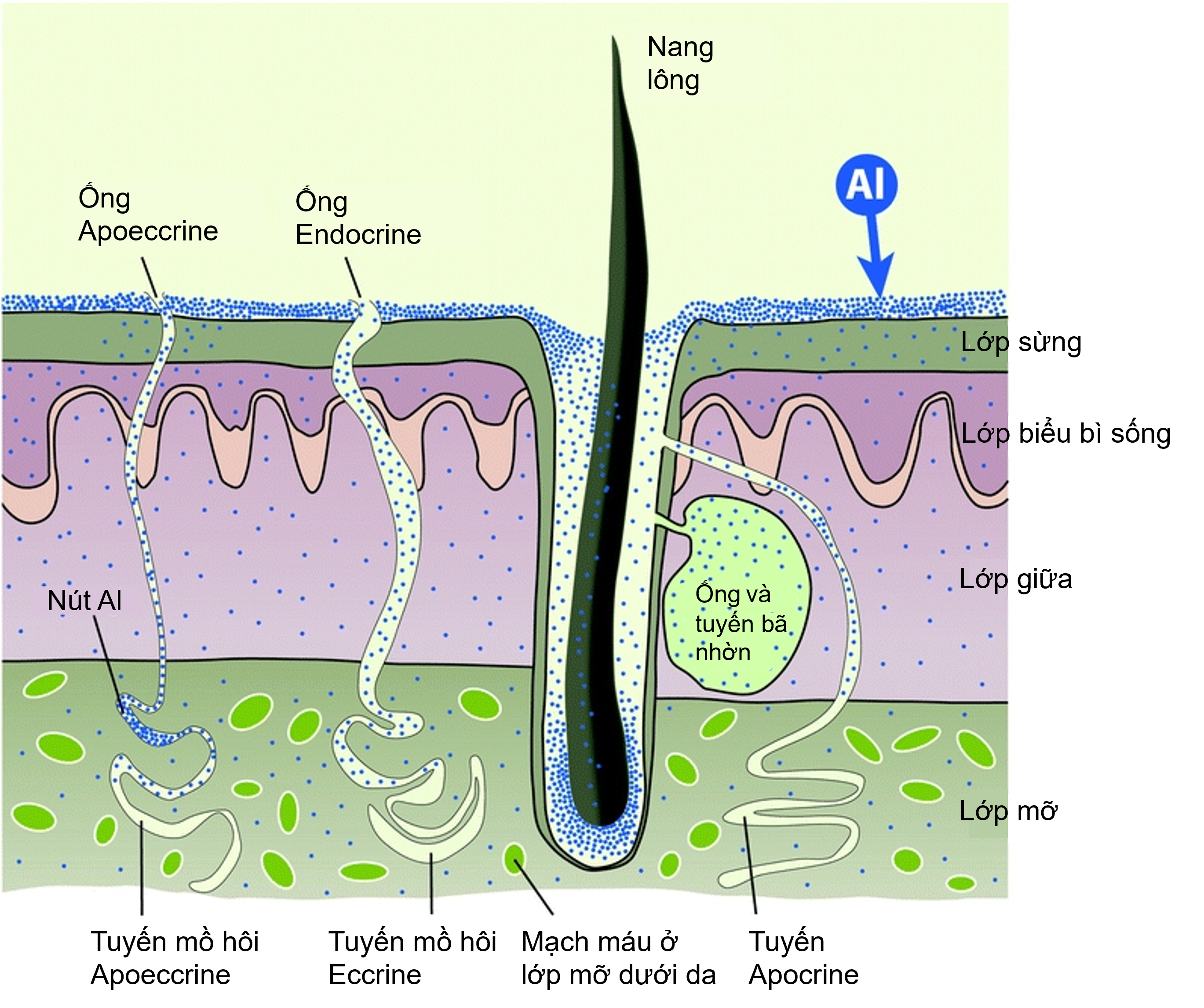
Sơ đồ thẩm thấu nhôm qua da người.

Mặc dù phổ biến rộng rãi trong vỏ Trái Đất, nhưng nhôm không có vai trò sinh học nào được biết đến. Ở độ pH 6–9 (liên quan đến phần lớn nguồn nước tự nhiên), nhôm kết tủa dưới dạng hydroxide và không còn tồn tại; phần lớn các nguyên tố có tính chất như vậy không có vai trò sinh học hoặc là chất độc. Nhôm sulfat có giá trị LD50 là 6207 mg/kg (đường miệng, chuột), tương đương với 435 gram đối với một con chuột nặng 70kg.

### Độc tính
Nhôm được Bộ Y tế và Dịch vụ Nhân sinh Hoa Kỳ phân loại là chất không gây ung thư. Một bài đánh giá năm 1988 cho rằng có rất ít bằng chứng cho việc nguy hại tới sức khỏe từ việc tiếp xúc nhôm thông thường, và một bài đánh giá độc tính của nhiều nguyên tố năm 2014 không tìm thấy tác động có hại của nhôm khi tiêu thụ dưới 40 mg/ngày với mỗi 1 kg khối lượng cơ thể. Phần lớn lượng nhôm tiêu thụ sẽ được đào thải ra khỏi cơ thể qua phân; phần lớn lượng nhôm nhỏ đi vào máu sẽ được bài tiết qua nước tiểu; tuy nhiên, một lượng nhôm vẫn vượt qua được hàng rào máu não và lưu trú chủ yếu lưu trú ở não của bệnh nhân Alzheimer. Bằng chứng được công bố năm 1989 chỉ ra rằng đối với bệnh nhân Alzheimer, nhôm có thể hoạt động bằng cách liên kết chéo tĩnh điện giữa các protein, từ đó làm giảm biểu hiện gen ở hồi thái dương trên.

### Tác động
Mặc dù hiếm gặp, nhưng nhôm có thể gây loãng xương kháng vitamin D, thiếu máu hồng cầu nhỏ kháng erythropoietin và những thay đổi ở hệ thần kinh trung ương. Những người bị suy thận có nguy cơ đặc biệt cao. Việc tiêu thụ nhôm silicat ngậm nước trong thời gian dài (để kiểm soát acid dạ dày cao) có thể tạo liên kết nhôm với các chất trong ruột và tăng đào thải các kim loại khác, chẳng hạn như sắt hoặc kẽm; thiếu máu có thể xảy ra ở liều đủ cao (>50 g/ngày).

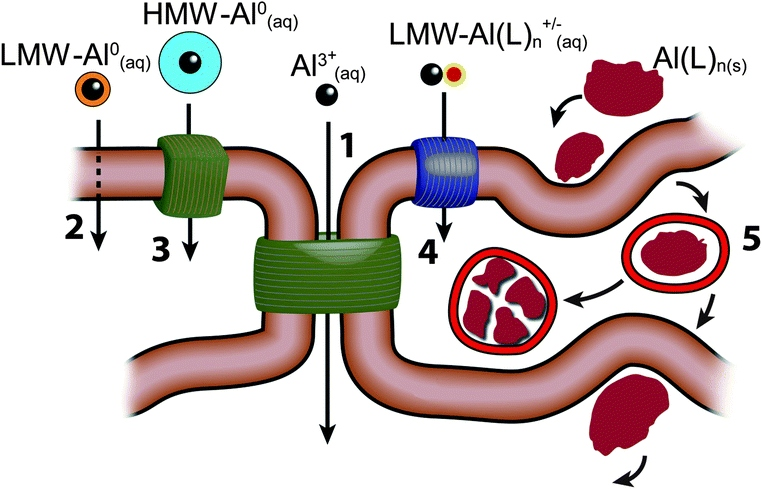
Có năm dạng nhôm chính được cơ thể con người hấp thụ: cation tự do hòa tan có hóa trị 3+(Al(3+)_{(aq)}); phức hợp trung tính hòa tan có khối lượng phân tử thấp (LMW-Al^{0}_{(aq)}); phức hợp trung tính hòa tan có khối lượng phân tử cao (HMW-Al^{0}_{(aq)}); phức hợp tích điện hòa tan có khối lượng phân tử thấp (LMW-Al(L)_{n}^{+/−}_{(aq)}); các hạt nano và vi mô (Al(L)_{n(s)}). Chúng được vận chuyển qua màng tế bào hoặc tế bào biểu mô và nội mô qua năm con đường chính: (1) paracellular; (2) transcellular; (3) vận chuyển chủ động; (4) qua các kênh; (5) nhập bào hấp phụ hoặc qua trung gian thụ thể.

Trong sự cố ô nhiễm nước Camelford năm 1988, nguồn nước uống của người dân tại Camelford, Anh đã bị nhiễm nhôm sulfat trong nhiều tuần. Một báo cáo cuối cùng về sự cố này vào năm 2013 đã kết luận rằng việc này không có khả năng gây ra các vấn đề lâu dài về sức khỏe.
Nhôm bị nghi ngờ là nguyên nhân có thể gây bệnh Alzheimer, nhưng tính đến  năm 2018, sau 40 năm nghiên cứu, không có bằng chứng rõ ràng về mối liên quan này.
Nhôm làm gia tăng biểu hiện gen liên quan đến estrogen trong các tế bào ung thư vú ở người được nuôi cấy trong phòng thí nghiệm. Ở liều rất cao, nhôm có liên quan đến sự thay đổi chức năng của hàng rào máu não. Một số ít người có thể bị dị ứng khi tiếp xúc với nhôm, gây ra các triệu chứng như phát ban ngứa, đau đầu, đau cơ, đau khớp, suy giảm trí nhớ, mất ngủ, trầm cảm, hen suyễn, hội chứng ruột kích thích hoặc các vấn đề khác khi sử dụng các sản phẩm chứa nhôm.
Tiếp xúc với nhôm dưới dạng bột hoặc khói hàn có thể gây xơ phổi. Bột nhôm mịn có thể gây cháy hoặc nổ, tiềm ẩn nguy cơ mất an toàn tại nơi làm việc.

### Con đường tiếp xúc
Thức ăn là nguồn cung cấp nhôm chính, trong đó nước uống chữa nhiều nhôm hơn thực phẩm rắn; tuy nhiên, nhôm từ thức ăn có thể được hấp thụ nhiều hơn nhôm từ nước. Các nguồn tiếp xúc với nhôm qua đường miệng của người bao gồm thực phẩm (do nhôm được sử dụng trong phụ gia thực phẩm, bao bì thực phẩm và đồ uống, và dụng cụ nấu ăn), nước uống (do sử dụng trong xử lý nước đô thị) và thuốc chứa nhôm (đặc biệt là thuốc trung hòa acid/thuốc chống loét và các chế phẩm aspirin đệm). Mức phơi nhiễm qua chế độ ăn uống ở người châu Âu trung bình là 0,2–1,5 mg/kg/tuần nhưng có thể lên đến 2,3 mg/kg/tuần.
Việc tiêu thụ thuốc trung hòa acid, chất chống mồ hôi, vắc-xin và mỹ phẩm là những con đường tiếp xúc tiềm ẩn. Tiêu thụ thực phẩm hoặc chất lỏng có tính acid kèm nhôm làm tăng khả năng hấp thụ nhôm, và maltol đã được chứng minh là làm gia tăng sự tích tụ nhôm trong các mô thần kinh và xương.

### Điều trị
Trong trường hợp bị nghi hấp thụ đột ngột một lượng lớn nhôm, phương pháp điều trị duy nhất là sử dụng deferoxamine mesylate để đào thải nhôm ra khỏi cơ thể bằng liệu pháp chelation. Tuy nhiên, cần thận trọng khi áp dụng phương pháp này vì nó không chỉ làm giảm nồng độ nhôm trong cơ thể mà còn làm giảm nồng độ các kim loại khác như đồng hoặc sắt.

## Tác động môi trường

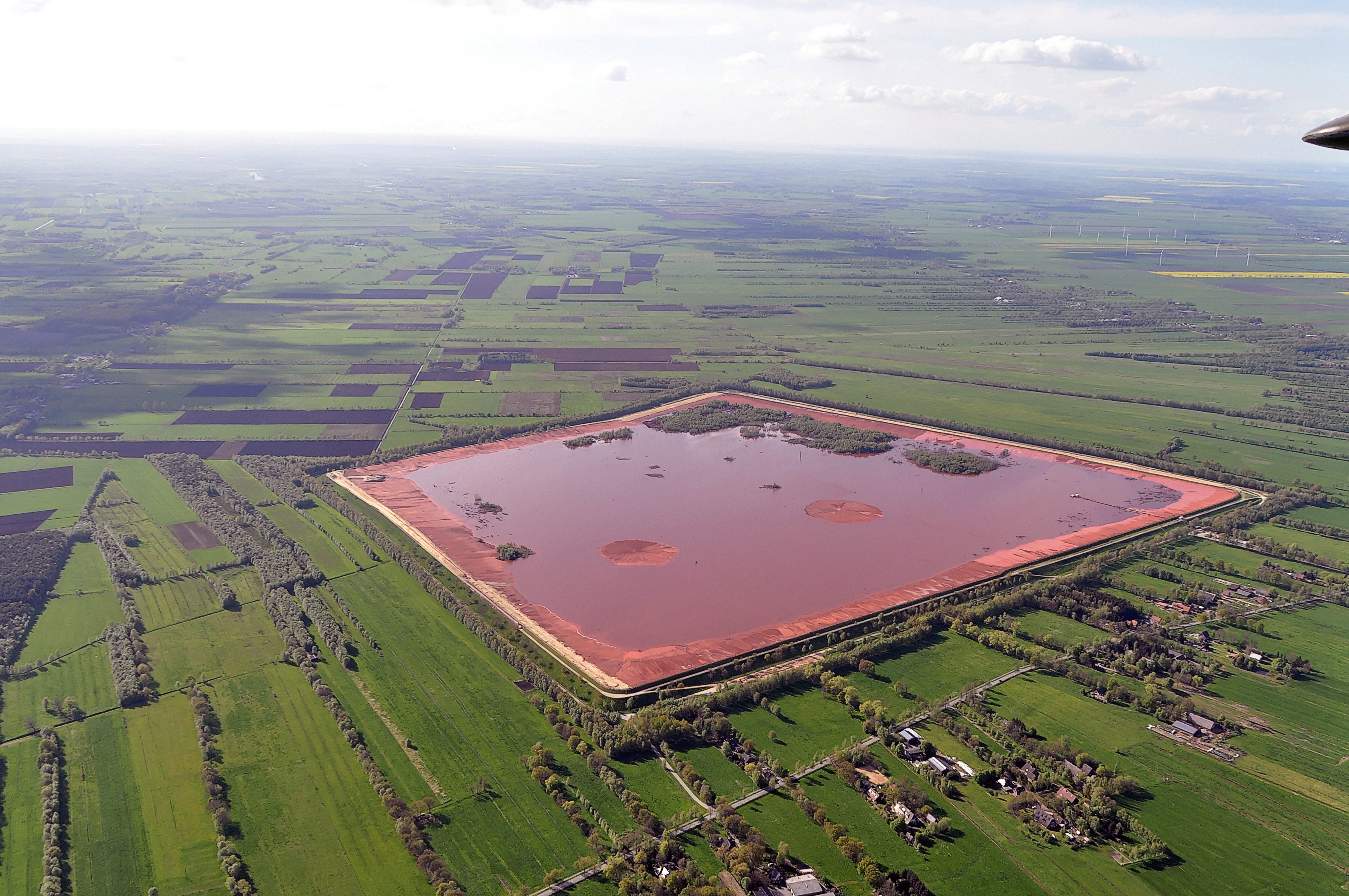
Cơ sở lưu trữ "Bùn đỏ" tại Stade, Đức. Ngành công nghiệp nhôm tạo ra 70 triệu tấn chất thải như trên mỗi năm.

Nồng độ nhôm cao tập trung ở gần các khu vực khai thác; một lượng nhỏ nhôm được thải ra môi trường tại các nhà máy nhiệt điện chạy bằng than hoặc các nhà máy đốt rác. Nhôm trong không khí được rửa sạch bởi mưa hoặc thường lắng xuống nhưng các hạt nhôm nhỏ vẫn có thể tồn tại trong không khí trong một thời gian dài.
Mưa acid là yếu tố tự nhiên chính trong việc dịch chuyển nhôm từ nguồn thiên nhiên và cũng là lý giải cho tác động môi trường tiêu cực của nhôm. Tuy nhiên, yếu tố chính khiến nhôm xuất hiện trong nước mặn và nước ngọt là quá trình công nghiệp góp phần thải nhôm vào không khí.
Trong nước, nhôm hoạt động như một chất độc đối với các sinh vật hô hấp qua mang như cá khi nước có tính acid. Trong môi trường này, nhôm có thể kết tủa trên màng mang, làm giảm các ion trong huyết tương và hemolymph dẫn đến sự mất cân bằng trong quá trình tự điều hòa nước. Các hợp chất hữu cơ của nhôm có thể dễ dàng được hấp thụ và can thiệp vào quá trình chuyển hóa trong động vật và chim, mặc dù trên thực tế điều này hiếm khi xảy ra.
Nhôm là một trong những yếu tố chính làm giảm sự phát triển của cây trên đất chua. Mặc dù không gây hại đến sự phát triển cây trên đất có pH trung tính, nhưng trên đất acid, nồng độ các ion nhôm Al3+ độc hại tăng lên và làm xáo trộn sự phát triển và chức năng của rễ. Lúa mì đã phát triển cơ chế kháng nhôm bằng việc giải phóng các hợp chất hữu cơ kết hợp với các ion nhôm gây hại. Cơ chế này cũng có thể tồn tại trong cao lương.
Sản xuất nhôm gặp các thách thức riêng về môi trường trong từng giai đoạn của quá trình sản xuất. Thách thức chính là khí thải gây hiệu ứng nhà kính. Các khí này là kết quả từ sự tiêu thụ điện của các nhà luyện kim và các sản phẩm phụ từ quá trình chế biến. Khí nhà kính mạnh nhất trong số này là các perfluorocarbon như CF
4 và C
2F
6 từ quá trình nấu luyện.
Nhôm rất hiếm khi bị phân hủy sinh học; hầu hết các sinh vật gây ăn mòn nhôm không tấn công hoặc tiêu thụ trực tiếp nhôm, mà thay vào đó tạo ra chất thải gây ăn mòn. Nấm Geotrichum candidum có thể tiêu thụ nhôm trong các đĩa CD. Vi khuẩn Pseudomonas aeruginosa và nấm Cladosporium resinae thường được phát hiện trong bình nhiên liệu máy bay sử dụng nhiên liệu kerosene (khác với xăng máy bay), và các mẫu nuôi cấy trong phòng thí nghiệm có thể làm suy yếu nhôm.